# Gilbert D. Johnson
John Gilbert (10 de setembre, 1927 - Pinecrest, Florida, 8 de setembre, 2002) Va ser un trompetista i professor, que va estudiar a la "Julius Hartt School of Music" de la Universitat de Hartford va rebre una llicenciatura i al Curtis Institute of Music de Filadèlfia. Mentre estudiava trompeta amb Sigmund Hering i Samuel G. Krauss.
Johnson també va actuar amb els Boston Pops i Asbury Park Municipal Band; va ser nomenat trompeta principal de la Filharmònica de Buffalo el 1950 abans d'allistar-se a la Marina dels Estats Units per a la Guerra de Corea; trompeta principal de la Filharmònica de Nova Orleans (1952-1958); i trompeta solista de la Florida Philharmonic. La seva carrera pedagògica va durar més de 37 anys al Curtis Institute of Music i a la Universitat de Temple (1965-1975), i professor de trompeta a la Universitat de Miami (1975-2002).
Els seus antics alumnes més coneguts: Luis Araya, Richard Burkart, Jason Carder, David Champouillon, Elliot Del Borgo, John Holt, Alan Hood, Stuart Laughton, Charles Francis Leinberger, Joseph Phelps, Leon Rapier, David Sampson, José Sibaja, Joey Tartell, Chris Tedesco, Scott Thornburg, Wilmer Wise, Vance woolf, ocupen càrrecs en nombroses orquestres importants, en grups internacionals de metalls, en facultats de les principals universitats i com a compositors.
Els seus enregistraments de literatura en solitari i repertori simfònic són llegendaris pel seu alt nivell de musicalitat, qualitat de to i estil, mantenint la posició de la trompeta com a membre de l'orquestra i com a instrument solista. Entre els enregistraments en solitari importants destaquen El Messies de Händel amb l'Orquestra de Filadèlfia i el Cor del Tabernacle Mormó, el Concert per a trompeta de Haydn, el Concertino de Riisager, tots dos amb l'Orquestra de Filadèlfia, i la Sonata per a trompeta de Hindemith amb Glenn Gould.